# 신시내티 레즈
신시내티 레즈(영어: Cincinnati Reds)는 미국 오하이오주 신시내티를 연고지로 하는 프로 야구 팀이다. 메이저 리그 내셔널 리그 중부 지구 소속이다.
1869년에 창단한 세계 최초의 프로 야구 팀 신시내티 레드스타킹스(Red Stockings)를 모태로 한다. 1958년부터 현대의 이름을 사용하고 있다. 투수 김선우가 2006년에, 봉중근(LG 트윈스)이 2004년부터 2006년까지 뛰었던 팀이다.
2013년, 외야수 추신수가 같은 주 내의 팀인 클리블랜드 인디언스에서 트레이드로 이적하여 몸담았었다.
2014년, 외야수 추신수가 AL 서부리그 텍사스 레인저스로 FA 이적하였다.

## 역대 한국인 선수
(리즈시절 등번호, 포지션, 레즈에서 소속이던 시즌)
- 봉중근 - 31번, 투수, 2004년
- 김선우 - 64번, 투수, 2006년
- 추신수 - 17번, 외야수, 2013년

## 영구 결번
- #1 프레드 허친슨
- #5 조니 벤치
- #8 조 모건
- #10 스파키 앤더슨
- #11 배리 라킨
- #13 데이브 콘세프시온
- #18 테드 클루주스키
- #20 프랭크 로빈슨
- #24 토니 페레스
- #42 재키 로빈슨